# New Carlisle (Ohio)
New Carlisle è un comune degli Stati Uniti d'America, situato nello stato dell'Ohio, nella contea di Clark.